# Steve Traoré
Steve Traoré, właśc. Steve Warren Tiana Sean Jucher Traoré (ur. 18 lutego 1998 w Paryżu) – francuski piłkarz występujący na pozycji prawoskrzydłowego w bułgarskim klubie Beroe Stara Zagora.